# Cofre de Cípselo
El cofre de Cípselo era un arca de madera de cedro decorada con figuras labradas en oro y marfil que fue visto por Pausanias en el templo de Hera de Olimpia, en la Antigua Grecia. La mayoría de las figuras tenían junto a ellas inscripciones en griego con caracteres antiguos, algunas de ellas en bustrofedón y otras formando círculos.
Según la tradición, fue el cofre en el que Cípselo, tirano de Corinto, fue ocultado cuando era niño por su madre para evitar que fuera asesinado por los Baquíadas. En agradecimiento, sus descendientes habían ofrendado el cofre en Olimpia.
Los historiadores, sin embargo, consideran que el arca, que no se ha conservado, debe fecharse a principios del siglo VI a. C.

## Descripción
Contando desde la parte inferior, se distinguían cuatro zonas del arca más la zona superior de la misma.
En la primera zona estaban representados:
- Enomao persiguiendo a Pélope, que iba con Hipodamia, cada uno con dos caballos. Los caballos de Pélope tenían alas.
- En otra escena estaba la casa de Anfiarao junto a una anciana llevando a Anfíloco niño, Erífile con el collar, sus hijas Eurídice y Demónasa, y su hijo Alcmeón, siendo niño, desnudo. Además, había un carro con caballos donde está el auriga de Anfiarao, llamado Batón, con las riendas y una lanza, y Anfiarao, que pone un pie sobre el carro y tiene la espada desenvainada.
- Los juegos fúnebres por Pelias donde figuraban espectadores, Heracles sentado en un trono y una mujer tocando una flauta frigia. Además había competiciones de carreras de bigas donde competían Piso, Asterión, Pólux, Admeto y Eufemo, que aparece como vencedor. Admeto y Mopso tomaban parte en el pugilato, con un hombre tocando la flauta en medio. Jasón y Peleo competían en la prueba de lucha. Euríbotas lanzaba el disco. Melanión, Neoteo, Falareo, Argeo e Ificlo participaron en la carrera a pie. Acasto daba la corona de vencedor a Ificlo. Aparecen trípodes, premio de los vencedores y las hijas de Pelias. Yolao aparecía como vencedor de la competición de carros de caballos.
- Heracles, que mata con flechas a la Hidra del río Amímone con Atenea a su lado.
- Fineo y a su lado los boréadas, que ahuyentan a las Harpías.

En la segunda zona se representaban:
- Hipnos y Tánatos representados como niños dormidos en brazos de su nodriza, la Noche.
- Dike, representada como una mujer hermosa, maltratando a la Injusticia.
- Dos mujeres golpeando con sus mazas en morteros.
- Idas llevándose a Marpesa.
- Zeus, tomando la figura de Anfitrión, llevando un cílix y un collar que recoge Alcmena.
- Menelao disponiéndose a matar a Helena, en la toma de Troya.
- Medea sentada en un trono con Jasón a un lado y Afrodita al otro. Una inscripción describe que Medea se casa con Jasón porque Afrodita lo manda.
- Las Musas cantan, bajo la dirección de Apolo.
- Atlas sosteniendo el cielo y la tierra, que lleva las manzanas de las Hespérides mientras Heracles, con una espada, se dirige hacia él.
- Ares llevándose a Afrodita.
- Peleo tomando a Tetis mientras una serpiente sale desde la mano de Tetis y se lanza hacia Peleo.
- Las hermanas de Medusa, con alas, persiguiendo a Perseo, que vuela.

En la tercera zona aparecían representaciones de soldados y jinetes sobre bigas, cuya interpretación era, según algunos, los etolios y eleos que realizan un encuentro de amistad por su origen común; según otros, pilios y arcadios que van a combatir cerca de la ciudad de Fía; o según la interpretación defendida por Pausanias, soldados procedentes de Gonusa que, dirigidos por Melas, fueron admitidos por el heraclida Aletes en Corinto.
En la cuarta zona, aparecían:
- Bóreas raptando a Oritía.
- La lucha de Heracles contra Geriones.
- Teseo con una lira junto a Ariadna, que aparece con una corona.
- Las madres de Aquiles y Memnón viendo como sus hijos luchan.
- Melanión junto a Atalanta.
- El duelo singular entre Héctor y Áyax, con Eris situada entre los dos.
- Los Dioscuros recuperan a su hermana Helena mientras Etra está a los pies de Helena en actitud suplicante.
- Ifidamante tendido en el suelo mientras Coón lucha contra Agamenón, que tiene un escudo con la representación de Fobos.
- Hermes llevando ante Alejandro a las diosas Hera, Afrodita y Atenea para que este juzgue cual de las tres es más bella.
- Artemisa con alas, sujetando una pantera y un león.
- Áyax el menor separando a Casandra de la estatua de Atenea.
- La lucha entre Eteocles y Polinices, mientras Cer indica que Polinices ya ha alcanzado su destino y que Eteocles merece también la muerte.
- Dioniso en una cueva, con barba y una copa de oro mientras a su alrededor hay viñas, manzanos y granados.

En la zona superior del cofre no había inscripciones, por lo que su interpretación era más problemática. En ella había:
- Una mujer y un hombre durmiendo en una cueva junto a criadas que están realizando trabajos, y que Pausanias interpreta como el mito de Odiseo y Circe.
- Un centauro con las patas delanteras humanas, quizá Quirón. Un hombre disparando flechas a los centauros se interpretaba como Heracles en uno de sus trabajos. Además, dos jóvenes que aparecían en un carro se interpretaban como Nausícaa y su criada.
- Carros con caballos de alas de oro y mujeres de pie sobre ellos, mientras un hombre, seguido por un sirviente que lleva unas tenazas, entrega armas a una de las mujeres. Esto era interpretado como el evento en el que, tras la muerte de Patroclo, Hefesto entrega a Tetis las armas para Aquiles.